# Coregonus nelsonii
Coregonus nelsonii is een  straalvinnige vissensoort uit de familie van zalmen (Salmonidae) en de onderfamilie van de houtingen. Deze soort komt voor in het noorden van Canada en Alaska.

## Herkenning
De vis wordt maximaal 56 cm lang en is donkerblauw of donkerbruin van boven en deze kleur gaat naar de flanken toe geleidelijk over in zilverwit. Het aantal kieuwboogaanhangsels op de eerst kieuwboog is 22 tot 27 (meestal 24 of 25). De anaalvin heeft 10 tot 14 vinstralen en geen stekels en de rugvin heeft ook geen stekels maar 11 tot 13 vinstralen.

## Verspreiding en leefgebied
Deze houting komt voor in de Northwest Territories, Yukon en Alaska. De vissen leven vooral in rivieren en trekken zelden naar grote meren. Voor het paaien trekken zij hoger stroomopwaarts. De paaitrek begint eind juni.

## Status
De vis is zeer geschikt voor menselijke consumptie, maar wordt niet vaak gevangen. De soort heeft geen vermelding op de Rode Lijst van de IUCN.